# Гришко Валентин Сергійович
Валентин Сергійович Гришко (1922—1945) — старшина Робітничо-селянської Червоної Армії, учасник Німецько-радянської війни, Герой Радянського Союзу (1945).

## Біографія
Валентин Гришко народився 22 березня 1922 року в селі Усолуси (нині — Ємільчинський район Житомирської області України) в сім'ї вчителя. Незабаром після свого народження разом із родиною переїхав до села Ризине Звенигородського району Черкаської області. Закінчив середню школу, потім два курси факультету іноземних мов та літератури Київського державного університету. У січні 1942 року Гришко був призваний на службу в Робітничо-селянську Червону Армію. З лютого того ж року — на фронтах Німецько-радянської війни. Брав участь у боях на Сталінградському і 2-му Білоруському фронтах. У боях двічі був поранений. До червня 1944 року старшина Валентин Гришко був старшиною роти 922-го стрілецького полку 250-ї стрілецької дивізії 3-ї армії 2-го Білоруського фронту. Відзначився під час визволення Білоруської РСР.
24 червня 1944 року під час прориву ворожої оборони в районі села Озерани Рогачовського району Гомельської області Гришко підірвав два проходи в дротовому загородженні і першим в роті увірвався до траншеї противника. У бою він замінив собою командира взводу, що зазнав поранення та організував блокування двох дзотів, особисто підірвавши один із них. Продовжуючи наступати, рота знищила ще 3 дзоти і кілька десятків солдатів і офіцерів противника. 26 червня 1944 року рота Гришка атакувала німецькі війська в селі Старе Залитвиння. У тому бою вона знищила 80 солдатів і офіцерів противника, а ще 17 взяла в полон. У бою Гришко був важко поранений і відправлений у госпіталь. Після лікування він був демобілізований за станом здоров'я.
Указом Президії Верховної Ради СРСР від 24 березня 1945 року за «сміливість, відвагу і військову майстерність, виявлені в боях при визволенні Білорусії» старшина Валентин Гришко був удостоєний високого звання Героя Радянського Союзу з врученням ордена Леніна і медалі «Золота Зірка».
Помер 26 жовтня 1945 року, похований у селі Ризине.
Був також нагороджений низкою медалей.
У Ризиному встановлено бюст Гришка, на його честь названо колгосп і школа.